# Affogato

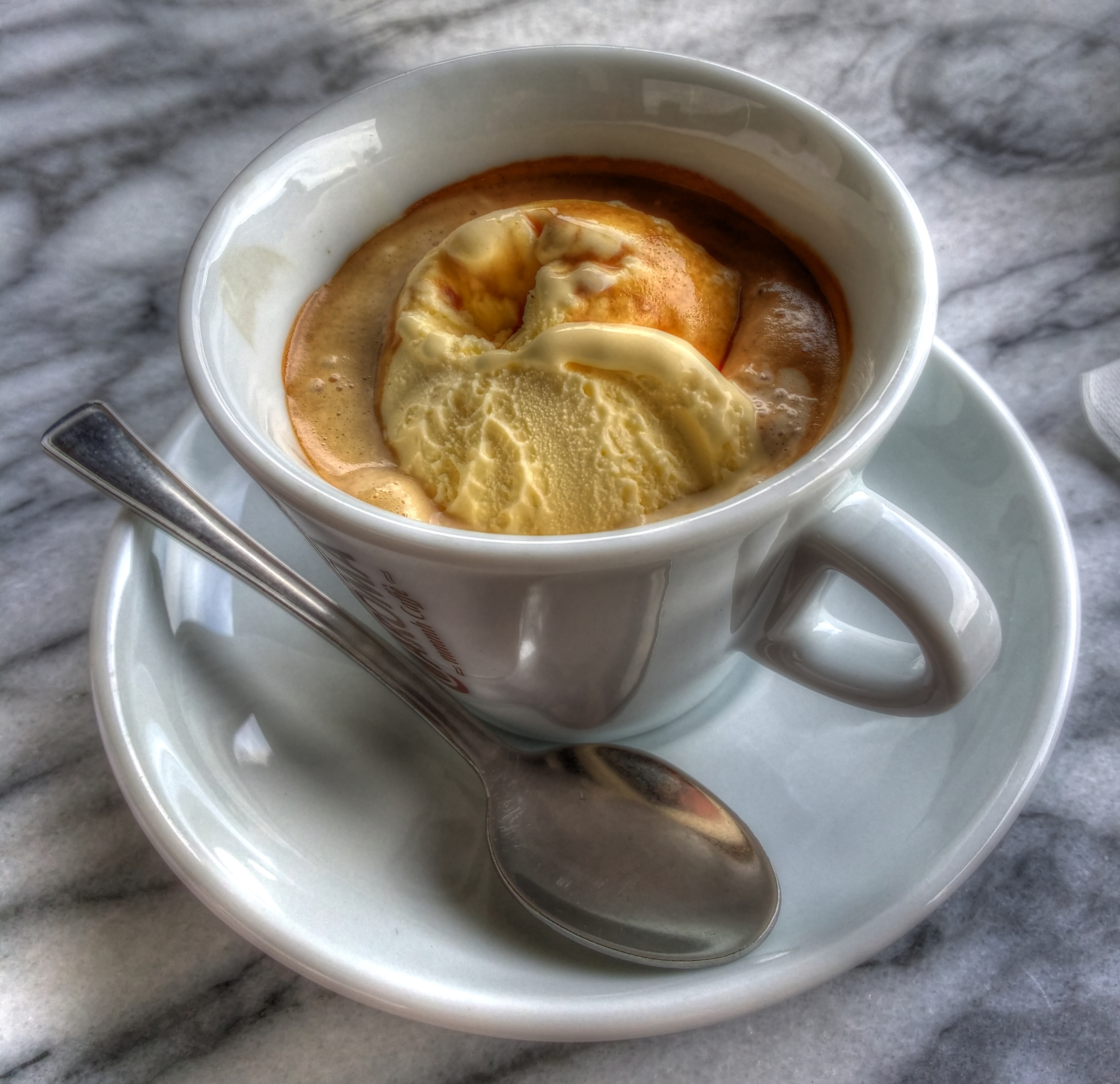
Fotografia de uma xícara de Affogato.

O affogato (palavra do italiano que significa "afogado") é uma sobremesa italiana feita à base de café. É servido em uma taça de gelato de baunilha acompanhado de uma dose quente de café expresso. Algumas variações populares da receita original incluem também uma dose de Amaretto, Bicerin entre outros líquidos e coberturas.
As origens da sobremesa não são claramente conhecidas, embora constem em guias turísticos da Itália da década de 80 e tenha sido adicionado ao Oxford English Dictionary como palavra da língua inglesa em 1992. Apesar dos restaurantes e cafés na Itália classificarem o affogato como uma sobremesa, no resto do mundo é muito comum ser classificado como uma bebida e ser mais líquido que a receita original.
Em 2017, a rede de cafeterias Starbucks introduziu 2 versões em seu menu, nas lojas premium Starbucks Reserve e em 100 lojas tradicionais da Califórnia, sendo o primeiro item do menu com sorvete e um dos mais pedidos. O chefe de cozinha Jamie Oliver sugeriu usar sorvete de baunilha, amêndoa, biscoito amaretto, nogueira-pecã e café-arábica em sua receita pessoal. Inspirado no affogato, devido ao alto custo da baunilha em Londres, um café criou uma bebida inspirada, o custardo, que inclui creme pasteleiro ao invés do gelato.